# Liste der Naturdenkmale in Immendingen
| Naturdenkmale | Anzahl |
| ------------- | ------ |
| FND           | 5      |
| END           | 2      |
| Gesamt        | 7      |

Die Liste der Naturdenkmale in Immendingen nennt die verordneten Naturdenkmale (ND) der im baden-württembergischen Landkreis Tuttlingen liegenden Gemeinde Immendingen. In Immendingen gibt es insgesamt sieben als Naturdenkmal geschützte Objekte, davon fünf flächenhafte Naturdenkmale (FND) und zwei Einzelgebilde-Naturdenkmale (END).
Stand: 31. Oktober 2016.

## Flächenhafte Naturdenkmale (FND)
| Name                     | Bild | Kennung     | Einzelheiten | Position | Fläche Hektar | Datum         |
| ------------------------ | ---- | ----------- | ------------ | -------- | ------------- | ------------- |
| Geißhalden               | BW   | 83270250008 | Immendingen  | ⊙        | 3,7           | 28. Feb. 1994 |
| Hanfgärten               | BW   | 83270250003 | Immendingen  | ⊙        | 4,2           | 24. Feb. 1992 |
| Kechbrunnen              | BW   | 83270250006 | Immendingen  | ⊙        | 0,0           | 16. März 1992 |
| Schopfeln                | BW   | 83270250007 | Immendingen  | ⊙        | 3,1           | 6. Dez. 1993  |
| Stockreute               | BW   | 83270250001 | Immendingen  | ⊙        | 0,7           | 21. Jan. 2002 |
| Legende für Naturdenkmal |      |             |              |          |               |               |

## Einzelgebilde (END)
| Name                     | Bild | Kennung     | Einzelheiten | Position | Fläche Hektar | Datum         |
| ------------------------ | ---- | ----------- | ------------ | -------- | ------------- | ------------- |
| Kiefer                   | BW   | 83270250004 | Immendingen  | ⊙        | 0,0           | 16. März 1992 |
| Linde                    | BW   | 83270250005 | Immendingen  | ⊙        | 0,0           | 16. März 1992 |
| Legende für Naturdenkmal |      |             |              |          |               |               |